# Pont de Solsona
El Pont de Solsona és un pont que forma part de l'Inventari del Patrimoni Arquitectònic Català de la ciutat de Solsona (Solsonès).

## Descripció
Actualment consta només de 3 arcs. Passa sobre el riu Negre, afluent per la dreta del Cardener, afluent per la dreta del Llobregat.
El pont és (era) una notable obra del segle xviii tot ell de pedra, de baixa altura sobre el riu. Tenia 12 arcades: més altes les del centre, es van definint pels costats. És un pont gran, per un riu tan xic.